# Close to the Edge
Close to the Edge é o quinto álbum da banda britânica de rock progressivo Yes. Tendo sido lançado em 1972 pela Atlantic Records, é considerado por muitos fãs e críticos a grande obra-prima da banda. O álbum também marca a saída do baterista Bill Bruford, que em junho de 1972, logo após o término das gravações do álbum, deixou a banda para tocar no King Crimson, tendo sido substituído por Alan White.
Close to the Edge iniciou uma tendência da banda em incluir uma canção no modelo épico, significantemente mais longa que as outras, o que foi seguido em álbuns seguintes como Relayer (1974, com a canção "The Gates of Delirium") e Going for the One (1977, com a canção "Awaken"). As influências religiosas introduzidas por Jon Anderson, que posteriormente formariam a base de Tales from Topographic Oceans, já estão evidentes nas composições e letras das três faixas do álbum. Renovação e repetição também são outros temas principais; a faixa título inicia e termina com o mesmo efeito sonoro de água e pássaros e em "Siberian Khatru" existe a repetição de termos de duas sílabas. De acordo com o sítio oficial da banda, a canção título é inspirada pelo livro de Hermann Hesse Sidarta, o que explana várias letras misteriosas.
Em referência à música clássica e seguindo outros artistas do rock progressivo, as duas primeiras canções do álbum são divididas em quatro andamentos.
| Críticas profissionais                                                      | Críticas profissionais |
| Avaliações da crítica                                                       | Avaliações da crítica  |
| Fonte                                                                       | Avaliação              |
| --------------------------------------------------------------------------- | ---------------------- |
| allmusic                                                                    | [ 3 ]                  |
| Pitchfork Media                                                             | [ 4 ]                  |
| Robert Christgau                                                            | (C+)                   |
| Rolling Stone                                                               | (favorável)            |
| Esta tabela precisa de ser acompanhada por texto em prosa. Consulte o guia. |                        |

## Faixas
1. "Close to the Edge" (Jon Anderson, Steve Howe) – 18:41 (escrita na forma de sonata[7])
  - "The Solid Time of Change"
  - "Total Mass Retain"
  - "I Get Up I Get Down"
  - "Seasons of Man"
2. "And You and I" (Anderson; temas por Bill Bruford, Howe, Chris Squire) – 10:08
  - "Cord of Life"
  - "Eclipse" (Anderson, Bruford, Howe)
  - "The Preacher the Teacher"
  - "Apocalypse"
3. "Siberian Khatru" (Anderson; temas por Anderson, Howe, Rick Wakeman) – 8:55

### Faixas bônus (relançamento)
A Rhino Records lançou uma remasterização e expansão do álbum em 26 de agosto de 2003.
1. "America" (Paul Simon) – 4:12
2. "Total Mass Retain" – 3:21
3. "And You and I" (versão alternativa) – 10:17
4. "Siberia" – 9:19

## Integrantes
- Jon Anderson - vocal
- Chris Squire - baixo e vocal
- Bill Bruford - bateria
- Steve Howe - guitarras, violão e vocal
- Rick Wakeman - teclados

## Certificações
| Organização  | Título           | Data                  |
| ------------ | ---------------- | --------------------- |
| RIAA         | disco de ouro    | 30 de outubro de 1972 |
| Music Canada | disco de ouro    | 1 de dezembro de 1976 |
| Music Canada | disco de platina | 1 de dezembro de 1977 |
| BPI          | disco de ouro    | 5 de dezembro de 1984 |
| BPI          | disco de platina | 5 de dezembro de 1984 |